# تاکی شیبویا
تاکی شیبویا (به انگلیسی: Taki Shibuya) ژیمناست زادهٔ - میلادی اهل کشور ژاپن است.